# Aérodrome Dumont-d'Urville
L'aérodrome Dumont-d'Urville, aussi connu sous le nom de piste du Lion, est un terrain d'aviation construit pour desservir la base antarctique française Dumont-d'Urville située en terre Adélie. La piste, édifiée entre 1983 et 1993 par l'arasement de plusieurs îlots de l'archipel de Pointe-Géologie reliés par une chaussée n'a jamais été mise en fonction, une tempête l'ayant irrémédiablement détruite en 1994. 

## Contexte
La base antarctique Dumont-d'Urville établie en terre Adélie est desservie par un navire océanographique depuis Hobart en Tasmanie, une île australienne située à 2 700 km de la terre Adélie.
La calotte glaciaire continentale antarctique tombe généralement directement dans la mer, ce qui limite fortement les possibilités de construire des infrastructures aéroportuaires fixes sur les côtes de l'Antarctique. C'est pourquoi l'archipel de Pointe-Géologie, au large des côtes, a été choisi pour construire une piste.

## Construction
La construction de la piste a nécessité l'arasement à la dynamite de plusieurs îlots de l'archipel de Pointe-Géologie. L'île Cuvier, l'île du Lion, les îlots Pollux et Zeus ainsi que les îles Buffon ont été nivelés. Les déblais ont permis de créer une digue reliant ces îlots séparés par des bras de mer peu profonds, l'ensemble constituant une piste de 1 100 m de long. Un volume de 700 000 m3  de roches ont été arrachés au cours de l'opération.
Les premiers travaux débutent en janvier 1983. Un comité des sages chargé d'étudier l'impact écologique de la piste recommande au gouvernement français de stopper les travaux début 1984. En cause, le blocage de l'accès de plusieurs espèces d'oiseaux à leur colonie, l'archipel de Pointe-Géologie étant le lieu de reproduction de 90 % des oiseaux vivant le long des 200 km de côte de la Terre Adélie, à savoir quelques espèces de pétrels, le skua, le manchot Adélie et le manchot empereur. Sous la pression, un deuxième rapport de ce même comité recommande en 1984 la reprise de la construction de la piste, estimant que le projet n'impacterait que faiblement les huit espèces d'oiseaux se reproduisant sur place, résultant dans une baisse considérée comme acceptable de 10 % de leur fécondité.
Les travaux reprennent en novembre 1987 et s'achèvent le 12 février 1993. 

## Abandon
Les TAAF souhaitent confier l'exploitation de la piste à la société de services aéroportuaires Sofrévia mais la Direction générale de l'Aviation civile (DGAC) qui a envoyé des techniciens sur place à la fin des travaux rend un rapport défavorable à l'ouverture du terrain d'aviation. En cause, la qualité des granulats dont le diamètre est susceptible de constituer un danger pour les réacteurs et les hélices des avions gros porteurs. Par ailleurs, l'Armée de l'air ne peut mettre à disposition ses avions pour la réalisation de tests de qualification en raison de sa participation à la guerre du Golfe qui accapare ses ressources.
Les 26 et 27 janvier 1994, une tempête touche la Pointe-Géologie. Des vagues géantes déferlent sur les îles, le vent souffle à 160 km/h avec des pointes à 200 km/h. Cette tempête affecte directement la piste, créant une brèche de 300 m de long sur 15 de large, ce qui rend la piste inutilisable. Le chef de la mission de recherche des TAAF, Bernard Morlet affirme que ces dégâts ne sont pas imputables à un vice de construction de la piste mais à une absence de travaux d'entretien, reportés par mesure d'économie.
Le 21 septembre 1994, le ministre de l'Environnement Michel Barnier officialise en conseil des ministres l'abandon de la piste de la terre Adélie